# Ebba Jungmark
Ebba Anna Jungmark, född 10 mars 1987 i Onsala församling i Hallands län, är en svensk höjdhoppare. Hon tävlar för friidrottsföreningen Mölndals AIK och tränas av Emil Predan.

## Karriär
Ebba Jungmark deltog 2005 vid junior-EM i Kaunas i Litauen och gick till final där hon kom på en tolfteplats med 1,73 m. Hon deltog i Junior-VM i friidrott 2006. 2007 vann hon en bronsmedalj under U23-EM i Debrecen, Ungern med 1,89. Hon deltog också i VM 2007 i Osaka, men lyckades inte kvala in till finalen efter att ha hoppat 1,88. Vid U23-EM i Kaunas, Litauen år 2009 kom hon femma med säsongsbästa 1,86. Hon deltog i EM i spanska Barcelona 2010 men lyckades inte kvala in till finalen trots tangerat säsongsbästa 1,90. Jungmark tog med resultatet 1,96 m bronsmedalj vid Inomhus-EM i Paris den 6 mars 2011. Vid VM 2011 i Daegu i Sydkorea slogs hon ut i kvalet efter att ha hoppat 1,92 medan det krävdes 1,95 för finalplats. Säsongen 2012 tog hon den 10 mars en delad silvermedalj med ett hopp på 1,95 m vid Inomhus-VM i Istanbul. Hon kom på en tiondeplats med 1,85 vid EM i Helsingfors i juni 2012. Vid OS i London senare detta år blev hon utslagen i kvalet med höjden 1,85 m. Vid Inomhus-EM i Göteborg 2013 tog hon en silvermedalj med ett hopp på 1,96 m.

## Utmärkelser
Jungmark utsågs 2013 till Stor grabb/stor tjej nummer 524 i friidrott.

## Personliga rekord
| Utomhus - Höjdhopp – 1,94 (Zagreb, Kroatien 13 september 2011) - Tresteg – 12,98 (Stockholm 25 augusti 2012) | Inomhus - 800 meter – 2:37,32 (Västerås 15 mars 2009) - 60 meter häck – 9,35 (Västerås 15 mars 2009) - Höjdhopp – 1,96 (Paris, Frankrike 6 mars 2011) - Längdhopp – 5,59 (Västerås 15 mars 2009) - Kula – 9,10 (Västerås 15 mars 2009) - Femkamp – 3 642 (Västerås 15 mars 2009) |